# Doncaster Rovers Football Club
Doncaster Rovers Football Club (ou simplesmente Donny) é um time de futebol inglês da cidade de Doncaster em South Yorkshire. Atualmente disputa a League Two (Quarta Divisão Inglesa).

## História
O clube foi formado em setembro de 1879 por Albert Jenkins, um instalador das obras da Doncaster's Great Northern Railway em resposta à emergente popularidade do jogo na vizinha cidade de Sheffield. Em 1938 a capacidade de seu estádio, o Belle Vue, foi aumentada para 40.000 lugares, tendo-se registrado o maior público em 1948, quando 37.099 pessoas assistiram ao confronto contra o Hull City, embora cálculos não oficiais demonstrem que o público foi maior, já que muitos torcedores pularam os muros, para assim não ter que pagar.
O Doncaster detêm o recorde de mais vitórias em uma temporada da liga (33 em 1946-47), na temporada 1997-98 ele também obteve o recorde de maior número de derrotas em uma temporada, amargando a humilhante marca de 34 derrotas, sendo o lanterna da 3a divisão, e rebaixado para a (Football Conference). Logo após este rebaixamento, o então presidente Ken Richardson foi enviado para a prisão por quatro anos depois de ser considerado culpados de conspiração para cometer incêndio, após um incêndio em junho de 1995 no Belle Vue. A equipe regressou a liga cinco anos mais tarde, após vencer os playoffs da Conference, sendo, campeã na temporada seguinte.
Doncaster é a única equipe a vencer o campeonato da 4ª/3ª Divisão (4º nível) por mais de duas vezes (ele venceu por três, em 1966, 1969 e 2004). Essa mudança no nome da liga levou a uma complicação quando o Doncaster tentou obter o Troféu original da Terceira Divisão, já que, as regras da Football League estabelecem que qualquer equipe que ganhe um troféu 3 vezes pode mantê-lo definitivamente. A Football League no entanto, alegou que o Rover não poderia manter o troféu, já que o nome havia mudado e, em teoria, os Rover não ganharão a liga três vezes. Os títulos vencidos em 1966 e 1969 foram, de fato da quarta divisão (embora não com o mesmo nome).
O Rovers foi a última equipe a vencer a Division Three antes dela ser renomeada como League Two.
Em 2005-06, o Doncaster venceu, pela copa da liga, duas equipes da Premiership, Manchester City e Aston Villa, atingindo os quartos de final da competição onde foram batidos pelo Arsenal nos pênaltis.
Harry Gregg, goleiro do Doncaster e da Seleção Norte-Irlandesa de Futebol, na década de 1950, e vendido ao Manchester United em dezembro de 1957 por £ 23.500. Na época, o goleiro mais caro na história do futebol mundial. Ele é conhecido como The Hero of Munich pois ajudou a salvar várias vidas no Desastre aéreo de Munique.
Billy Bremner, que obteve fama ao jogar pelo Leeds United e pela Escócia, treinou os Rovers por duas vezes, seu último trabalho na equipe foi em 1991 - seis anos antes de sua morte.
O Doncaster esteve no jogo mais longo de todos os tempos, contra o Stockport County no Edgeley Park em 30 de Março de 1946. ele foi o segundo jogo do confronto pela copa da liga, e após 30 minutos de tempo extra, o jogo estava empatado em 2 a 2 (mesmo placar da partida de ida). Após o árbitro pedir aconselhamento das autoridades, foi decidido que o jogo iria proceder até que uma equipe marcar. Então, após 203 minutos, e com o cair da noite, o jogo foi finalmente encerrado. Há histórias sobre torcedores saindo do jogo, indo para o chá em casa, e voltando para assistir ao final da partida. O replay em Doncaster, foi vencido pelo Rovers por 4 a 0.
Depois de tempos difíceis para o clube nas décadas de 1980 e 1990, o clube finalmente encontrou sua melhor formar dos últimos 50 anos. As sucessivas promoções de 2002/2003 e 2003/2004 sob o leme de gerente Dave Penney, retornou a equipe para a Coca-Cola League One. Penney saiu em agosto de 2006 e foi substituído pelo ex-gerente do Bournemouth, Sean O'Driscoll, com Richard O'Kelly como gerente assistente. O clube tem poucas preocupações financeiras, devido ao compromisso do proprietário John Ryan de investir fortemente no clube. Um novo estádio foi concluído em 2006, seu primeiro jogo no novo estádio, o Keepmoat Stadium, foi contra o Huddersfield Town no ano novo de 2007. O primeiro gol no Estádio Keepmoat foi marcado por Mark McCammon. Notáveis Fãs incluem os cantores (Joe Longthorne) e Tony Christie e o pugilista (Junior Witter).
A temporada 2007-08 revelou-se um dos mais excitantes em Doncaster. Após um início lento ele ficou grande parte da segunda metade da temporada entre os seis melhores. A derrota na última rodada da temporada custou promoção automática, tendo a equipe terminado na 3a posição, com o Nottingham Forest em 2o. Após um empate em 0 a 0 no primeiro jogo das semifinais do playoff contra o Southend United, no jogo de volta os Rover venceram em casa por 5 a 1, e avançaram para as finais em Wembley, onde venceram o Leeds United por 1 a 0, e foram promovidos para a Football League Championship após meio século de ausência. O gol de (James Hayter) aos 47 minutos foi o suficiente para assegurar a vitória na frente de 75 mil torcedores.
Em 2014, o cantor e compositor Louis Tomlinson quase comprou o time. Na época ele dividia a presidência com John Ryan. Em entrevista ao seminário do Doncaster Free Press, Ryan comentou que Tomlinson é o homem certo para o trabalho. “Ele quer saber tudo o que está acontecendo e estou muito feliz que ele esteja tão interessado. Eu, sinceramente, espero que ele pegue o time das minhas mãos e o leve a posições mais e mais altas. Acho que com Louis no concelho, tudo é possível.”
Louis já jogou no estádio do time em jogos benefícentes e o seu antigo acordo com o time tinha o principal objetivo de levantar recursos pra uma entidade beneficente local que cuida de crianças.
Um mês depois, a compra foi cancelada. Segundo ele, lhe disseram que o acordo para compra do clube não dependeria mais do dinheiro arrecadado. Louis estava fazendo uma campanha de financiamento coletivo com fãs, mas não deu certo. “Infelizmente, estava enganado”, twittou. “Minha paixão pelo Doncaster Rovers continua tão forte quanto nunca, e espero que ainda possa estar envolvido com o clube”.
Atualmente o Doncaster joga na League One e no Football League Trophy.

## Mascote
A mascote da equipe, retratado por Andrew Liney, é um cachorro marrom conhecido como Donny Dog que se veste de Vermelho e Branco. Antes de uma aparição agendada durante o jogo contra o Huddersfield Town no Galpharm Stadium, em 12 de Setembro de 2006, policiais impediram Liney de entrar no estádio com a fantasia, citando desconhecida "inteligência policial", e recusaram-lhe permissão para usar qualquer parte da fantasia dentro de 50 metros do estádio.

## Títulos
- Football League One: 1                                                      2012-13

- Quarta Divisão: 4                                      1965-66, 1968-69, 2003-04, 2024-25

- EFL Trophy: 1                                            2006-07

- Conference National Cup: 2                    1998-99, 1999-00